# Fluorescenties
Fluorescenties voor orkest (Fluorescences for orchestra) is een compositie van de Pool Krzysztof Penderecki. Het is geschreven in de periode dat Penderecki aan het experimenteren was met nieuwe klanken.
Fluorescenties sluit aan op het eerdere Polymorphia. Hij probeerde daar nieuwe (combinaties van) klanktechnieken uit bij een strijkorkest. Dit voert hij door naar een groot symfonieorkest. Daarbij keek hij niet op een muzikant meer of minder. Het orkest bestaat uit een grote strijkersectie; de blaasinstrumenten zijn allemaal 4x bezet en er staat een enorme batterij aan slagwerkinstrumenten (32 stuks voor 6 man/vrouw) achter het orkest. Deze enorme bezetting vond de componist nog niet voldoende; allerlei gelegenheidsinstrumenten hielden hun opwachting zoals een schrijfmachine, koebel, guiros, glas, gong. Voor het overige lijkt de compositie erg op Polymorphia. Echter door toepassing van een groter orkest is de dynamiek vele malen groter. Naast uitbarsting van de slagwerkgroep is het meest opvallende aan dit werk het slot. Na een crescendo in alle partijen, gepaard gaande met een sirene sterft de muziek in de kortste keren helemaal weg naar slechts één uiterst pianissimo spelende strijker.
De première vond plaats tijdens het Muziekdagen van Donaueschingen (een festival men moderne muziek) in 1962, waarvoor het ook gecomponeerd was. Sommige luisteraars vonden het werk bevrijdend, anderen juist beklemmend en zelfs wreed.

## Bron en discografie
- Uitgave Naxos: Nationaal Pools Radio Symfonie Orkest (Katowice) onder leiding van Antoni Wit